# Murámonos Federico
Murámonos, Federico es una novela del escritor costarricense, miembro de la Academia Costarricense de la Lengua y Premio Nacional de Cultura Magón Joaquín Gutiérrez Mangel (1918-2000). Publicado en 1973, el libro recibió en ese mismo año el premio de novela de la Editorial Costa Rica y el premio nacional de novela Aquileo J. Echeverría. Ha sido declarada por la crítica como una de las mejores novelas de Joaquín Gutiérrez. La novela se divide en 14 capítulos, narrados con abundantes analepsis, monólogos interiores y diálogos.

## Argumento
Se cuenta la historia de Federico García, un abogado de buena familia, casado con Estebanita Lizaurzábal, hija de un Magistrado de la Corte Suprema. En su juventud, para poder casarse con ella, Federico la rapta de su casa y se la lleva para El Jorco, donde tienen relaciones sexuales por primera vez. Luego regresan por un tiempo a San José hasta que Federico decide irse para Limón para no vivir subordinado a don Ignacio, su suegro. Allí, mientras Federico desarrolla la producción de banano dentro de su finca, llamada “El Zafiro”, nacen sus dos hijos: Flor de María y José Enrique. En “El Zafiro” trabajan con él Josefina y El Zambo, un peón sin nombre, pues es hijo de un nicaragüense y una cocinera que, siendo él un niño, se lo regala a Federico con tal de que se haga cargo de él.
Cuando sus hijos van entrando en la adolescencia, Estebanita comienza a sospechar que Federico la engaña, se lo dice y comienza a distanciarse de él. Efectivamente, Federico la engaña con la Nicoyana, una mujer que conoció en el tren de camino a su casa. Estebanita deja de hablarle. Federico le cuenta sus problemas a su amigo Colacho, un hombre reflexivo que no deja de hacer referencias a la filosofía griega (Heráclito, Parménides, Zenón), que a Federico le parece inútil. Mientras esto sucede, un gringo de alto rango en la compañía bananera le ofrece a Federico una suma de dinero por su finca. Federico, intentando proteger su dignidad y la de su país, ofrece un canje: le cambia a Mr. Brooks “El Zafiro” por su gringa. Como no vende la finca, la Compañía comienza a actuar en contra de Federico: no le llevan el banano en los trenes y presionan a los bancos para que no le presten dinero, además de que ya no puede pagar el que debe. Sumado a esto, la finca ahora tiene un hongo que destruye las cosechas. Epifanio, un finquero cercano, pierde su finca y es llevado preso.
Así, paulatinamente, también Federico va perdiendo su finca y su familia. Estebanita cae en un estado de depresión histérica a causa de una gran represión religiosa, pues en su mente el divorcio es un pecado que debe evitarse a toda costa. José Enrique ingresa a la Universidad, donde lleva una vida liberal. Vive en casa de sus tíos y tiene una novia con la que se escapa continuamente para tener sexo. Colacho le cuenta a Federico que tiene cáncer de próstata. Flor de María se casa con Vitor Julio un técnico mecánico de la Northern con posibilidades de irse a vivir a San Jose. Federico sobrevive a un infarto.
En este punto, ya nadie le presta dinero y, cuando finalmente decide venderle a la Compañía, ya esta no le compra al mismo precio. Colacho hace su testamento y le pide a Federico que busque a un hijo suyo del que nunca había hablado y a la madre para entregarles el dinero de la venta de su farmacia. La Nicoyana se deshace de Federico y tiene dos hijos con un turco. Como Federico no puede pagar sus deudas, su finca se va a remate. Mientras tanto, Colacho muere. Federico se despide de “El Zafiro” acostándose una vez más con Josefina, por despecho de la Nicoyana, y se venga de la compañía cortando los árboles para esparcir el hongo. Acaba derrotado y soñando con comprar la finca donde tuvo su luna de miel con Estebanita.

## Personajes
- Federico García: abogado, dueño de la finca "El Zafiro", hombre impulsivo, machista y luchador.
- Estebanita Lizaurzábal: esposa de Federico, abnegada, reprimida, religiosa, histérica.
- Nicolás (Colacho): boticario amigo de Federico, reflexivo, alegre, socarrón. Alude constantemente a los filósofos griegos.
- Flor de María García: hija mayor de Federico. Cuida de su madre la mayor parte del tiempo. No sigue su código de conducta.
- José Enrique García: hijo de Federico. Sensible, aficionado a la lectura, liberal.
- Ignacio Lizaurzábal: padre de Estebanita, adinerado, machista, conservador.
- Padre Schongauer: religioso que confiesa a Estebanita. Figura de la represión religiosa.
- El Zambo: trabaja para Federico.
- Josefina: cocinera de Federico.
- Epifanio: finquero cercano a Federico.
- Nicoyana: amante de Federico.
- Mr. Brooks: estadounidense, alto funcionario de la compañía bananera.
- Solera y Peralta: trabajadores de Mr. Brooks que llegan a ofrecerle dinero a Federico por su finca.
- Tom: jamaicano. Comprador final de la finca después del remate.